# Eosander
Eosander, prästsläkt som härstammar från Östergötland genom äldste kände stamfader Magnus, kyrkoherde i Åsbo socken, nämnd cirka 1550. Dennes son Nicolaus Magni Eosander (-1606), kyrkoherde i Skällvik, antog släktnamnet.
Två släktgrenar har blivit adlade med namnen Lillieroot och Göthe.
Bland släktmedlemmarna märks Nils Eosander och dennes son Johann Friedrich Eosander von Göthe.